# Carlo Cadorna

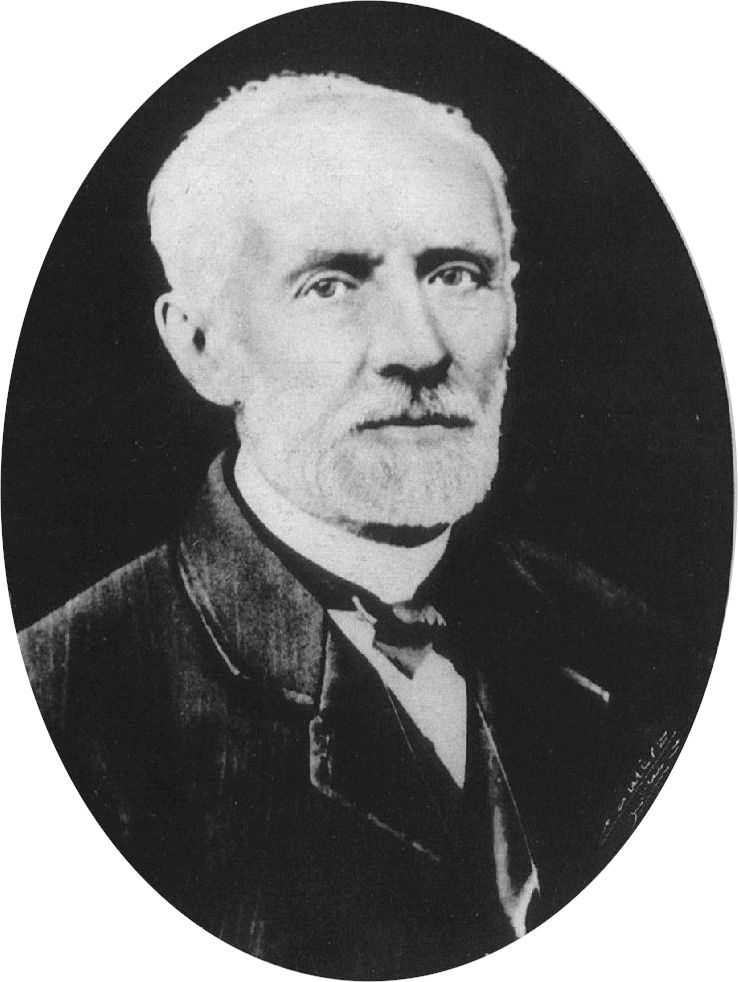
Carlo Cadorna

Carlo Cadorna (Pallanza, 8 de dezembro de 1809 – Roma, 2 de dezembro de 1891) foi um estadista italiano com uma extensa carreira política.
Graduado em direito pela Universidade de Turim, foi juiz adjunto no tribunal de Novara de 1835 a 1837. Foi eleito membro da câmara dos deputados por seis mandatos pelo colégio eleitoral de Pallanza e ocupou o cargo de ministro da  instrução pública (1848-1849) e de Presidente da Câmara dos Deputados (1857-1858) no Reino da Sardenha.
Em 1865 foi prefeito de Turim e em 1868 ocupou o cargo ministro do interior, no Reino da Itália, no governo de Luigi Federico Menabrea.
De 1869 a 1875 foi embaixador em Londres e ao retornar à Itália ocupou o cargo de Presidente do Conselho de Estado de 4 de fevereiro de 1875 a 3 de dezembro de 1891.